# باك ستريت غيرلز: غوكودولز
باك ستريت غيرلز (باليابانية: バックストリートガールズ، بالروماجي: Bakku Sutorīto Gāruzu) (بالإنجليزية: Back Street Girls)‏ هي سلسلة مانغا يابانية من تأليف ياسمين غيوه، نشرت من قبل كودانشا في مجلة مجلة يونغ الأسبوعية، منذ 16 مارس عام 2015 حتى 15 سبتمبر عام 2018، تم تجمع فصول المانغا في 12 مجلد تانكوبون، نشرت في 6 اغسطس عام 2015 حتى 3 يناير عام 2019.
أنتجت المانغا إلى مسلسل أنمي تلفزيوني من قبل استوديو جاي سي ستاف، عرض في 4 يوليو عام 2018 واستمر عرضه حتى 5 سبتمبر عام 2018، وتكون من 10 حلقات.

## القصة
تدور أحداث القصة عن ثلاثة رجال من الياكوزا أجبرهم رئيسهم بعد فشلهم الكبير على تغيير جنسهم، وأن يصبحوا فرقة آيدول.

## الشخصيات
أراي ياماموتو / كينتارو ياماموتو (باليابانية: 山本 アイリ، بالروماجي: Yamamoto Airi)
أداء صوتي: يوكا نوكوي (أراي)، دايسكي أونو (كينتارو)
ماري تاتشيبانا / ريو تاتشيبانا (باليابانية: 立花 マリ، بالروماجي: Tachibana Mari)
أداء صوتي: كاوري مايدا (ماري)، ساتوشي هينو (ريو)
تشيكا سوغيهارا / كازوهيكو سوغيهارا(باليابانية: 杉原 チカ، بالروماجي: Sugihara Chika)
أداء صوتي: هيكارو أكاو (تشيكا)، كازويوكي أوكيتسو (كازوهيكو)
لينا / جورج (باليابانية: リナ، بالروماجي: Rina)
أداء صوتي: مينامي تاكاهاشي (لينا)، شينجي كاوادا (جورج)
كيمانجيرو إينوغاني (باليابانية: 犬金 鬼万次郎، بالروماجي: Inugane Kimanjiro)
أداء صوتي: كيجي فوجيوارا
ماندارين كينوشيتا (باليابانية: マンダリン 木下، بالروماجي: Mandarin Kinoshita)
أداء صوتي: جونيتشي سوابي
كوجي ناغاتا (باليابانية: 永田 晃司، بالروماجي: Nagata Kōji)
أداء صوتي: ياسوهيرو ماميا
كيمورا (باليابانية: 木村، بالروماجي: Kimura)
أداء صوتي: ناتسوكي هاناي
ناتسوكو تاناكا (باليابانية: 田中 なつ子، بالروماجي: Tanaka Natsuko)
أداء صوتي: كيميكو سايتو
يوي ناكامورا (باليابانية: 中村 結衣، بالروماجي: Nakamura Yui)
أداء صوتي: أيومي مانو

## وصلات خارجية
- باك ستريت غيرلز على موقع مجلة يونغ الأسبوعية باللغة اليابانية
- موقع الأنمي الرسمي باللغة اليابانية
- باك ستريت غيرلز: غوكودولز على موقع ANN manga (الإنجليزية)